# Oschaninia zhelochovtzevi
Oschaninia zhelochovtzevi is een keversoort uit de familie schijnboktorren (Oedemeridae). De wetenschappelijke naam van de soort is voor het eerst geldig gepubliceerd in 1935 door Kuznetzova.